# 長岡休無
長岡 休無（ながおか きゅうむ） / 細川 忠隆（ほそかわ ただたか） / 長岡 忠隆（ながおか ただたか）は、安土桃山時代から江戸時代の武将。細川忠興とガラシャの間に生まれた長男。官位は従四位下・侍従。肥後細川家庶流細川内膳家の家祖。
天正15年（1587年）、羽柴名字であったことが確認される。
慶長9年（1604年）の廃嫡後は長岡 休無（ながおか きゅうむ）と号した。なお、忠隆は祖父が1573年に長岡に改姓し、父が細川姓に復したのは廃嫡後の1615年なので、細川忠隆とは生前に一度も名乗ってはいない。

## 生涯
文武に優れ、祖父・細川藤孝にも可愛がられていた。慶長4年（1599年）に幽斎が烏丸光広や中院通勝らを招いて天橋立見物の歌会をした際にも加わり、忠隆が詠んだ和歌短冊が丹後国の智恩寺に現存する。

### 廃嫡事件
慶長5年（1600年）の徳川家康の留守中に五奉行の石田三成らは挙兵し、三成らは忠隆の母・ガラシャに対して人質となるよう迫った。ガラシャは拒絶して大坂玉造の細川屋敷で自決したが、忠隆正室の千世は姉・豪姫の指図で隣の宇喜多屋敷に逃れた。
その頃、忠隆は忠興と共に会津遠征や岐阜城攻撃の途上であり、関ヶ原の戦いでは東軍に属して種々の戦功を挙げ、内府（徳川家康）からの感謝状を得ている。ちなみに、関ヶ原前後における忠隆の松井興長宛自筆状5通が八代市の松井文庫に現存しているが、それを見ると忠隆は自他ともに世子と認められている様子がうかがえる。
しかし、10月になって妻の千世が大坂玉造屋敷から乗り物で前田邸に逃れた。このことを咎められ、父の忠興から妻を離縁して千世の兄・前田利長のもとへ追い払うように命じられた。忠隆は千世との離縁に納得せず、彼女を庇って前田家を訪ねて助力を求めたりしたが、ガラシャを失った忠興の怒りを買い、新領地の豊前国に赴くことなく勘当された。さらに慶長9年（1604年）には廃嫡された。千世は前田利家の七女であったため、前田・細川の姻戚関係を徳川家は好ましく思っていなかった。忠興はこの際に千世を離縁して前田との関係を絶とうとしたが、忠隆が承知しなかったことが廃嫡の原因であると、現在では解釈されている 。
忠隆は剃髪して長岡休無と号し、千世と長男の熊千代を伴い京都で蟄居した。なお、熊千代は同年のうちに夭折し、空性院即謳大童子として西園寺に葬られている。
廃嫡後の休無の京都での生活は、6,000石の自領を持ち京都に隠居在住していた祖父・幽斎が支えた。また、幽斎の死後に遺領6,000石を整理した際に、休無に対して細川家からの隠居料として扶持米3,000石が支給されるようになり、経済的に安定した。
なお、史料では慶長10年（1605年）から同14年（1609年）に京都で休無に生まれた子供の徳（後に左大臣・西園寺実晴室）、吉、福（後に久世家初代・通式室）、万（早世）の4子女の母は千世であるとしている。つまり、この頃の千世は細川家からは離縁されたが、休無とはまだ離縁していなかったことになる。千世はのちに休無と離縁し、京都を離れて加賀国に帰り、加賀八家の一つ村井家の長次に再嫁したが、その時期は慶長10年（1605年）ではなく幽斎死後の慶長16年（1611年）頃の可能性が高い。

### 忠興との和解
寛永3年（1626年）、1615年12月24日に羽柴姓から細川姓に復した忠興は京都毘沙門町の利休聚楽第屋敷跡にある休無邸を訪問して孫にも初対面し、25年ぶりに休無の勘当を解いたが、休無はその後も京で暮らし続けた。
休無は親戚にも当たる公家衆と親しく、その京都で和歌書『愚問賢注』や能謠、茶の湯などに親しんでいる。また隠居料を扶持されるようになって以降、徐々に京都公家衆との能や茶の湯などの文化活動サロンの長老的存在となった。後には、西園寺左大臣の岳父という立場から朝廷と細川藩を結ぶ役目もしたようである。京都の休無から弟の藩主・細川忠利宛の小倉城への手紙なども散見される。
寛永9年（1632年）に肥後熊本藩に移った忠興は、寛永19年（1642年）に休無を居城の八代城に招いて正式和解し、八代領6万石を与えるので熊本で住むように申し付けたが、休無は固辞して京都に帰った。
正保3年（1646年）に京都で死去、享年67。死去にあたり、忠恒と忠春に計2,000石分、徳（西園寺家御台所）やそのほかの娘たちにも計1,000石分の隠居料相続を遺言し、実行された。

## 系譜
元和5年（1620年）に豊臣浪人長谷川求馬（伊豆）の娘・喜久を継室に迎えており、ほどなく2人の男子（忠恒、忠春）を得た。忠春の子が後に熊本藩一門家臣首座の長岡内膳家6,000石となる。内膳家紋は五三桐と細川九曜紋のほかに、母ガラシャにちなむ裏紋として明智家の土岐桔梗紋がある。
内膳家2代の忠英（ただふさ）は藩校時習館の初代総長となり、その弟は熊本藩家老職を務めた。なお、政治評論家・細川隆元やその甥・隆一郎は忠隆の男系子孫にあたり、忠興とガラシャの血を受け継いでいる。また近衞家次期当主・近衞忠大は忠隆の女系子孫にあたる。
西園寺実晴の室となった徳から孝明天皇の生母となった正親町雅子に繋がり、現在の皇室などにも忠隆の血筋は繋がっている。
- 父：細川忠興（1563- 1646年）
- 母：明智玉（1563 - 1600年）
- 正室：春香院（1580- 1641年） - 千世。前田利家の七女
  - 長男：熊千代（1601- 1604年）
  - 女子：徳1605生 - 西園寺実晴正室
  - 女子：吉1608生
  - 女子：福1609生 - 久世通式正室
- 継室：喜久 - 長谷川求馬の娘
  - 男子：長岡忠恒1621生
  - 男子：長岡忠春1622生　肥後細川内膳家祖

## 関連作品
歴史小説
内容は、史実とは必ずしも一致しない。
- 佐藤雅美 『千世と与一郎の関ヶ原』 講談社、2009年1月26日初版。ISBN 978-4-06-215207-5。
- 左方郁子 「細川三斎 : 休無・細川忠隆の遺書」『利休七哲』 黒部亨編、講談社、1990年3月。ISBN 978-4-06-204535-3。
- 細川純著・出版 『戦国の幽齋とガラシャ、そして廃嫡後の細川忠隆 : 史録／戦国時代関ヶ原の細川家』 2009年5月。全国書誌番号:21837905。

登場作品
- 『女たちの百万石』（1988年、NTV）演：坂上忍
- 『葵 徳川三代』（2000年、NHK）演：大沢健
- 『功名が辻』（2006年、NHK）演：高木涼生 ※役名は熊千代